# Kaspar Kornelius Mortaigne de Potelles

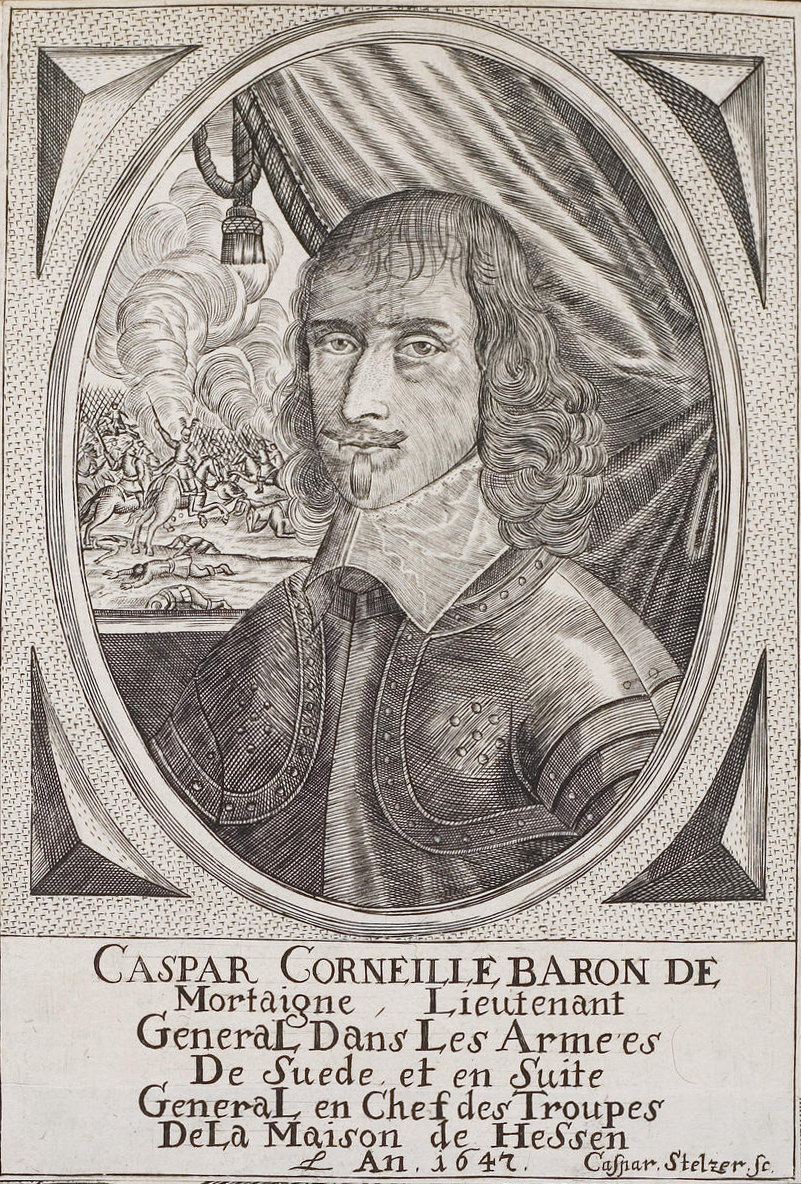
Kaspar Kornelius Mortaigne de Potelles (1609–1647)

Kaspar Kornelius Mortaigne de Potelles (* 1609 in Wallonien; † 18. Juli 1647 auf der Burg Rheinfels) war ein General der schwedischen Armee während des Dreißigjährigen Kriegs.
Auch sein Bruder Christoph von Mortaigne war in schwedischen Diensten. Dieser fiel als Oberst der Infanterie.

## Leben
Kaspar Kornelius Mortaigne de Potelles kam vermutlich als Knappe von Philipp von Hessen-Kassel, dem Sohn des Landgrafen Moritz, nach Deutschland; jener war in Holland zum Soldaten ausgebildet worden und hatte dort wohl den jungen Kaspar Kornelius kennengelernt. Philipp fiel in der Schlacht bei Lutter am 27. August 1626 auf protestantischer Seite. Kaspar Kornelius schloss sich später den Schweden an, man hörte von ihm bei den Kämpfen um Landsberg 1632 unter Christian von Birkenfeld. Als Major wurde er Kommandeur der Stadtgarnison. Bei der Rückeroberung der Stadt durch kaiserliche Truppen geriet er in Gefangenschaft, aus der er sich später freikaufen konnte.
Am 3. Oktober 1635 erhielt Mortaigne de Potelles für einige Monate das Kommando auf der von den Schweden eroberten Festung Plau in Mecklenburg. 1637 wurde er zum Oberst ernannt und 1641 zum Generalmajor. Bei der Belagerung von Brieg 1642 wurde er verwundet, aber in der zweiten Schlacht bei Breitenfeld kämpfte er als Kommandeur des Fußvolks wieder mit. Nach der Schlacht zog er nach Mähren und eroberte dort eine Reihe von Städten.
In der Schlacht bei Jankau am 6. März 1645 befehligte er das schwedische Zentrum. In der Folge zog er unter General Torstensson erneut nach Mähren, wo er an der erfolglosen Belagerung von Brünn teilnahm. Am 29. Januar 1646 war Mortaigne mit wichtigen Unterlagen auf dem Weg zum Hauptquartier in Leipzig, als er von kaiserlichen Truppen bei Borna gefangen genommen wurde. Er wurde im Februar erst nach Eger, dann nach Pilsen unter dem Stadtkommandanten Jan van der Croon gebracht. Mortaigne konnte von dort aus selbst seine Freilassung aushandeln. Ab Ende 1646 verhandelte er als einer der schwedischen Unterhändler mit Kurbayern den im März 1647 abgeschlossenen Waffenstillstand von Ulm.
Anfang 1647 wechselte Mortaigne mit Genehmigung der schwedischen Königin Christina als Oberbefehlshaber in die Armee des schwedischen Verbündeten Hessen-Kassel. Nachdem am 1. April ein Waffenstillstand mit Hessen-Darmstadt im sogenannten Hessenkrieg abgelaufen war, eroberte Mortaigne in kurzer Zeit etliche feste Plätze der Darmstädter, zunächst in Oberhessen, darunter Stadt und Burg Königsberg, dann am Rhein in der Niedergrafschaft Katzenelnbogen. Am 19. Juni 1647 besetzte er die Stadt Kaub und Burg Gutenfels. Er sollte nun die hessen-darmstädtische Festung Rheinfels bei St. Goar erobern. Am 10. Juli wurde ihm während der Belagerung von einer Kanonenkugel ein Bein zerschmettert, er starb acht Tage später auf der ihm am 14. Juli übergebenen Festung an seiner Verletzung. Sein Nachfolger in Hessen-Kassel wurde Johann von Geyso.
Unter dem Namen der Gewidmete war Mortaigne de Potelles 1644 in die literarische Fruchtbringende Gesellschaft aufgenommen worden.

## Familie
Mortaigne de Potelles war mit einer von Weidenbach, Tochter des sächsischen Hofmeisters Hans Georg von Weidenbach verheiratet. Sie starb kurz nach ihm im Kindbett. Sein Sohn Johann Theodor de Mortaigne († 1691) war Kommandant der Festung Szeged und der Zitadelle Petersberg.